# A La Media Noche
A La Media Noche – trzeci album studyjny francuskiego zespołu muzycznego Kaoma, wydany w 1998 roku nakładem wytwórni płytowych Legend Recordings oraz CNR Music. Album promowały single „A la media noche”, „Banto” oraz „Outro lugar”. 
We Włoszech oba single opublikowano na jednym wydawnictwie, wydanym nakładem wytwórni L’Escalier w 2000 roku.
Utwór „Outro lugar” jest coverem piosenki „Another Star”, którą Stevie Wonder wydał na albumie Songs in the Key of Life w 1976 roku.

## Lista utworów
Opracowano na podstawie materiału źródłowego.
1. „A la media noche” (Radio Edit) – 4:13
2. „Banto” – 4:09
3. „Quando” – 3:31
4. „Idem” – 3:39
5. „Essa maneira” – 4:05
6. „Outro lugar” (Another Star Batucada Version) – 4:41
7. „Todo” – 4:29
8. „M.B.B.” – 3:46
9. „Espanha” – 4:02
10. „Nou we” – 4:24
11. „Banto” (Roots Version) – 4:02
12. „A la media noche” (Remix) – 4:24